# Grimburg
Grimburg ist eine Ortsgemeinde im Landkreis Trier-Saarburg in Rheinland-Pfalz. Sie gehört der Verbandsgemeinde Hermeskeil an.
Die Denkmalzone Burg Grimburg liegt südlich des Ortes.

## Geographie
Grimburg liegt im Naturpark Saar-Hunsrück. Zur Gemeinde gehören auch die Wohnplätze Grimburgerhof, Mühle und Tannenhof.

## Geschichte
Die Geschichte von Grimburg ist stark mit der Entstehungsgeschichte der Burg Grimburg verknüpft. Diese dürfte, soweit gesichert ist, schon vor 1190 errichtet worden sein. Fast 500 Jahre lang war die Grimburg Verwaltungssitz und Gerichtsstandort des nach ihr benannten kurtrierischen Amtes Grimburg, dessen über 40 Ortschaften im heutigen nordsaarländischen und rheinland-pfälzischen Hochwaldraum lagen. Im Jahre 1332 wurde dem Ort durch Kaiser Ludwig IV. das Stadtrecht verliehen.
Die Kirche Sankt Medardus im Ortskern wurde in den Jahren 1923 bis 1925 von den Einwohnern erbaut und am 9. Februar 1925 eingeweiht.
Bis 1932 hieß der Ort Sauscheid, was sich aus den Namen „Sauerscheit“, „Suirscheit“ (1467) und „Sauerschet“ entwickelt hatte. Die erste urkundliche Erwähnung des Namens Sauscheid findet sich auf einer Steuerliste des Stadtarchivs Trier aus dem Jahre 1663. Die Etymologie dieses ursprünglichen Ortsnamens wird gedeutet als „Dorf in der südlichen Grenzregion des Erzstiftes“ bzw. als „südliche Scheide“ (mittelhochdeutsch suit sched).
Der heutige Ortsname bezieht sich auf die Burg in der unmittelbaren Nähe des Dorfes. Dieser entstand aus der mittelhochdeutschen Namensvariation grymberch (1202), was als „dunkle (grimme) Burg“, wahrscheinlicher aber als „grüne Burg“ bzw. "Burg im Grünen" gedeutet wird.
Zwischen Grimburg und Gusenburg lag bis zum Dreißigjährigen Krieg das Dorf Grenderich, das durch die Pest ausgerottet wurde. Dort steht heute noch die Grenderich-Kapelle.

### Statistik zur Einwohnerentwicklung
Die Entwicklung der Einwohnerzahl von Grimburg, die Werte von 1871 bis 1987 beruhen auf Volkszählungen:
| Jahr | Einwohner |
| ---- | --------- |
| 1815 | 325       |
| 1835 | 370       |
| 1871 | 382       |
| 1905 | 331       |
| 1939 | 388       |
| 1950 | 423       |
| 1961 | 421       |

| Jahr | Einwohner |
| ---- | --------- |
| 1970 | 462       |
| 1987 | 507       |
| 1997 | 516       |
| 2005 | 544       |
| 2011 | 509       |
| 2017 | 472       |
| 2024 | 460       |

## Politik

### Gemeinderat
Der Ortsgemeinderat in Grimburg besteht aus acht Ratsmitgliedern, die bei der Kommunalwahl am 9. Juni 2024 in einer personalisierten Verhältniswahl gewählt wurden, und dem ehrenamtlichen Ortsbürgermeister als Vorsitzendem. Die Einwohnerzahl Grimburgs betrug im Juni 2018 unter 500, sodass der Gemeinderat mit der Wahl 2019 entsprechend verkleinert wurde.
Die Sitzverteilung im Ortsgemeinderat:
| Wahl | CDU               | WGR *             | Gesamt   |
| ---- | ----------------- | ----------------- | -------- |
| 2024 | 3                 | 5                 | 8 Sitze  |
| 2019 | per Mehrheitswahl | per Mehrheitswahl | 8 Sitze  |
| 2014 | 4                 | 8                 | 12 Sitze |
| 2009 | 5                 | 7                 | 12 Sitze |
| 2004 | 7                 | 5                 | 12 Sitze |

### Bürgermeister
Armand Seil wurde am 30. Juni 2022 Ortsbürgermeister von Grimburg. Da für eine am 17. Juli 2022 angesetzte Direktwahl kein gültiger Wahlvorschlag eingereicht wurde, oblag die Neuwahl des Bürgermeisters gemäß rheinland-pfälzischer Gemeindeordnung dem Rat, der sich mehrheitlich für den seit 2010 im Ort lebenden Luxemburger entschied. Bei der turnusgemäßen Direktwahl am 9. Juni 2024 setzte sich Armand Seil mit einem Stimmenanteil von 59,9 % gegen einen Mitbewerber durch.
Seils Vorgänger Jürgen Loch hatte das Amt am 25. Juni 2019 übernommen. Für fünf Jahre gewählt, legte er es zum 15. April 2022 vorzeitig nieder, wodurch eine Neuwahl erforderlich wurde. Bis zum Juni 2019 hatte Franz-Josef Weber das Amt 30 Jahre ausgeübt.

### Wappen
| Wappen von Grimburg | Blasonierung: „Unter silbernem Schildhaupt mit rotem vierlätzigen Turnierkragen, in Blau silberner sechszackiger Stern mit rotem Tatzenkreuz.“ |
| Wappen von Grimburg | |

## Kultur und Sehenswürdigkeiten

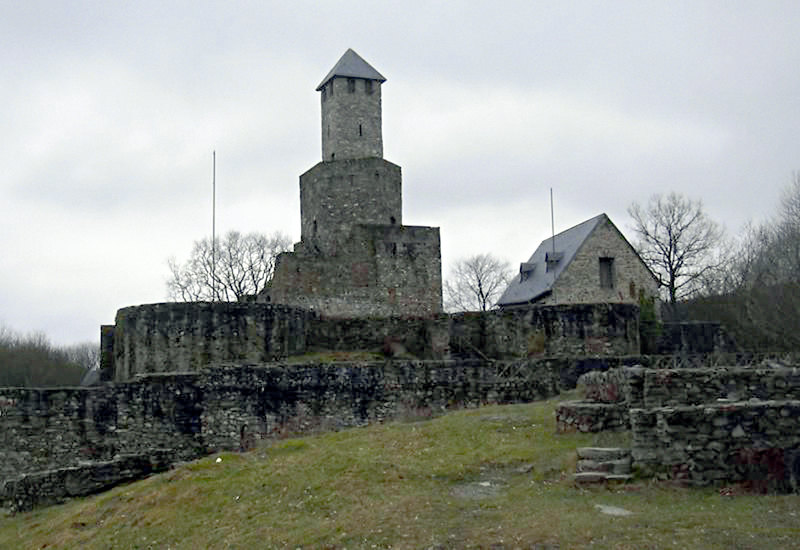
Burg Grimburg

Die Burg Grimburg ist eine mittelalterliche Burganlage etwa zwei Kilometer von Grimburg entfernt. Die Spornburg befindet sich auf einem lang gezogenen Bergsporn zwischen Wadrill und Mühlenbach. Die Burg, welche vor 1190 errichtet wurde, erstreckt sich in einer Länge von etwa 300 Meter und einer Breite von rund 90 Meter. Damit war die Grimburg, wenn auch nicht die bedeutendste, so doch zumindest die weiträumigste der ehemaligen kurtrierischen Landesburgen.

## Energieversorgung
Die Ortsgemeinde Grimburg sollte das erste Bioenergiedorf in Rheinland-Pfalz werden. Mit Hilfe des Investors Pfalzwerke AG war geplant, den 180 Haushalten in Grimburg die Möglichkeit zu geben, ihre Wärmeversorgung über ein Nahwärmenetz zu decken, das durch das Blockheizkraftwerk einer Biogasanlage versorgt wird. Zum Einsatz sollten ausschließlich nachwachsende Rohstoffe kommen. Am 16. Februar 2010 zog sich der Investor aufgrund nicht ausräumbarer Unstimmigkeiten aus dem Projekt zurück.